# Prefix telefonic 435 (Statele Unite ale Americii)

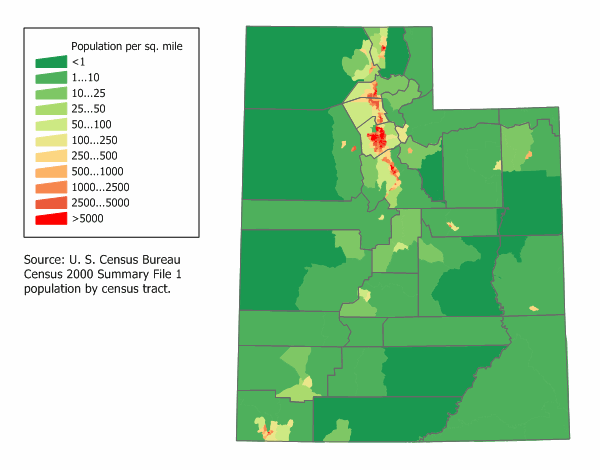
Zona colorată intens în culori calde este zona extrem de populată a statului Utah, care este acoperită de prefixele telefonice 385 și 801
Restul statului - colorat în verde, de toate nuanțele - reprezintă teritoriul acoperit de prefixul 435

Prefixul telefonic 435 (conform originalului, area code 435), care face parte din sistemul de prefixe nord-american pentru Canada și Statele Unite ale Americii, deservește întreg statul american Utah, cu excepția zonelor metropolitane din jurul orașelor Salt Lake City, Ogden și Provo.
S-a separat de zona acoperită de prefixele telefonice 801 și 385 la 21 septembrie 1997 și include orașele Saint George, Park City, Price, Moab și Logan.